# Arnold Hecht
Arnold Hecht (nazwisko pisane też: Heked, Heket, Hechtes, Hecke, imię w wariantach: Arnt, Arnd) (ur. ok. 1360, zm. 6 kwietnia 1411 w Gdańsku) – burmistrz Gdańska, zabity za próbę zrzucenia zwierzchnictwa krzyżackiego nad miastem.

## Życiorys
W 1392 został ławnikiem Głównego Miasta, w 1393 wszedł do rady miejskiej, w 1400 po śmierci Hermanna von der Halle został sędzią, a od 1407 do śmierci był jednym z burmistrzów Głównego Miasta.
Latem 1398, mianowany przez wielkiego mistrza Konrada von Jungingena admirałem, dowodził jednym z dwóch statków zabezpieczających Gdańsk od strony morza po inwazji na Gotlandię.
Wraz z pisarzem miejskim Johannem Crolowem, za zgodą krzyżaków reprezentował Gdańsk na rokowaniach o układ handlowy Prus z Anglią, prowadzonych w 1407 w Hadze.
W 1408 wspólnie z burmistrzami Konradem Leczkowem i Peterem Vorrathem oraz przedstawicielami innych wielkich miast i szlachty pruskiej składał na ręce nowego wielkiego mistrza Ulricha von Jungingena skargę na szkodliwą działalność urzędników krzyżackich.
Po bitwie pod Grunwaldem w 1410, na wieść o uznaniu przez Toruń władzy Władysława Jagiełły, Leczkow, Hecht i rajca Johann Kruckemann udali się do obozu polskiego pod Malborkiem i tam po negocjacjach uznali opiekę króla polskiego nad Gdańskiem. 7 sierpnia 1410 do Gdańska wjechał kasztelan kaliski Janusz z Tuliszkowa, mianowany pierwszym starostą gdańskim. Jednocześnie burmistrz Leczkow zażądał od komtura Schönfelda opuszczenia zamku. Na mieszczan stojących po stronie krzyżaków spadły represje, łącznie z karami śmierci.
Po wycofaniu się wojsk polskich spod Malborka strona krzyżacka odzyskała inicjatywę. Wkrótce komtur zawarł z Głównym Miastem zawieszenie broni. Nowo obrany wielki mistrz zakonu Heinrich V von Plauen przywrócił burmistrzów Gdańska do swoich łask, a komturem gdańskim mianował swego brata Heinricha von Plauena młodszego. Jednak miasto nadal było niechętne władzy zakonu, uważając, że wciąż obowiązuje je złożona Władysławowi Jagielle przysięga wierności. Po zawarciu pokoju toruńskiego Gdańsk ponownie skarżył się na spowodowane przez konkurencję urzędników krzyżackich utrudnienia w handlu i rzemiośle. Doszło do eskalacji konfliktu: gdański komtur zamknął port i ogłosił przeniesienie handlu do Elbląga, a gdańszczanie zamurowali bramę zamkową i wzmacniali obwarowania Głównego Miasta. Doszło też do incydentów zbrojnych na Zatoce Puckiej.
W niedzielę palmową 6 kwietnia 1411 Heinrich von Plauen młodszy zaprosił przedstawicieli rady Głównego Miasta do zamku komturskiego na rozmowy. Gdy burmistrzowie Leczkow, Hecht i rajca Bartłomiej Gross przekroczyli progi zamku, zostali pojmani i wkrótce (być może po torturach) zamordowani. Ich ciała wydobyto po kilku dniach z zamkowej fosy.
Konrad Leczkow i Arnold Hecht zostali uroczyście pochowani w kościele farnym pod wezwaniem NMP. Na zachowanej do dziś (obecnie bardzo zniszczonej) płycie nagrobnej umieszczono łaciński napis: Hic iacent Honorabiles Viri Conradus Letzkau et Arnoldus Heket, Proconsules Civitatis Dantzke, qui obierunt Feria Secunda post Festum Palmarum, Anno Domini 1411 (tu leżą czcigodni mężowie Konrad Letzkau i Arnold Heket, burmistrzowie miasta Gdańska, którzy zginęli w poniedziałek po Niedzieli Palmowej, roku Pańskiego 1411).